# 当东县
当东县，一译隆东县，是柬埔寨南部省份贡布省的一个县。柬埔寨华人又称其为夺瑞县。
该县发展较为落后，未开通自来水，居民的日常供水源自水井和池塘，2009年通电。